# Castiglione Vara
Castiglione Vara è una frazione di 111 abitanti del comune di Beverino, in provincia della Spezia.

## Origine del nome
Il toponimo Castiglione, ampiamente diffuso in Italia, deriva con molta probabilità dal latino medievale castellio -onis, col significato di piccolo castello o fortezza, borgo murato. Analogamente ad altri omonimi centri e località del neo costituito Regno d'Italia risale al 1863, per regio decreto, il cambio di denominazione con l'aggiunta del termine "Vara" al toponimo originario.

## Geografia fisica
Distante circa 6 km dal capoluogo comunale di Padivarma, il borgo è posizionato a 196 m s.l.m. Fanno parte del territorio frazionario anche le località di Gambella e di San Remigio, sede parrocchiale.

## Storia

### Età Medievale
Le prime testimonianze storiche attestano il possedimento di Castiglione Vara nelle mani degli Estensi e, successivamente, dominio feudale dei marchesi Malaspina. Passato nelle proprietà terriere della diocesi di Luni, fu il vescovo lunense Guglielmo a cedere il feudo a Nicolò Fieschi nel corso del 1253. Fu quest'ultimo a cedere il territorio di Castiglione Vara alla Repubblica di Genova in un periodo intorno al 1276 e quindi seguire le sorti genovesi fino alla dominazione napoleonica di fine Settecento.

### Età Moderna
Dal 2 dicembre 1797 la municipalità di Castiglione Vara fu inserita nel Dipartimento del Golfo di Venere, con capoluogo La Spezia, all'interno della Repubblica Ligure. Dal 28 aprile 1798 rientrò nel V cantone, con capoluogo Beverino, della Giurisdizione di Golfo di Venere. Dal 1803 fu uno dei centri principali del III cantone del Golfo di Venere nella Giurisdizione del Golfo di Venere e, con l'annessione nel Primo Impero francese, dal 13 giugno 1805 al 1814 inserito nel Dipartimento degli Appennini.

### Età Contemporanea
Con l'ingresso nel Regno di Sardegna, dal 1815, probabilmente l'allora municipalità di Castiglione Vara fu soppressa e aggregata al comune di Bolano fino al 1837, quando venne assorbita da Beverino seguendone le sorti storiche.

## Monumenti e luoghi d'interesse

### Architetture religiose
- Chiesa parrocchiale di San Remigio Vescovo. L'edificio fu eretto nel XVI secolo[2] ed in un'epoca successiva, non ben precisata, le fu aggiunta una navata[2].
- Chiesa di Sant'Anna, cappella della frazione di San Remigio, edificata intorno al 1686 per dar corpo alla confraternita insediata di lì a poco, presenta una pregevole pavimentazione in seminato alla "genovese" datata 1837, che costituisce un elemento di unicità nel panorama dell'edilizia religiosa storica della media Valle del Vara.[4]
- Oratorio della Santissima Annunziata in località Colla.[5]
- Oratorio di Nostra Signora del Carmine in località Gambella.[5]

### Architetture militari
- Castello di Castiglione Vara. Già citato nel XIII secolo[2], il castello e il suo castellano, Bernabò[2], sono documentati nel 1321[2] dal vescovo di Luni quale interlocutore in merito ai dissidi nati tra la diocesi lunense e i cittadini di Sarzana per alcuni beni del vescovo. In seguito abbandonato e forse in rovina, dalle fondamenta del castello sorse l'attuale chiesa di Sant'Anna[2].

## Cultura

### Eventi
- Festa patronale di sant'Anna, il 26 luglio.